# Núi Tarawera
Núi Tarawera là núi lửa chịu trách nhiệm cho một trong những vụ phun trào lịch sử lớn nhất của New Zealand. Vị trí cách 24 km phía đông nam của Rotorua trong Đảo Bắc, nó bao gồm một loạt vòm nham thạch rhyolite bị phá hủy ở giữa bởi một vụ nổ bazan vụ phun trào năm 1886, ước tính đã giết chết khoảng 120 người. Những vết nứt chạy trong khoảng 17 km về phía đông bắc-tây nam.
Các vòm thành phần của núi lửa bao gồm vòm Ruawahia (cao nhất với 1.111 mét), vòm Tarawera và vòm Wahanga. Nó được bao quanh bởi một số hồ, hầu hết được tạo ra hoặc thay đổi mạnh mẽ bởi vụ phun trào năm 1886. Những hồ này bao gồm các hồ Tarawera, Rotomahana, Rerewhakaaitu, Okataina, Hồ Okareaina, Tikitapu (Hồ xanh Lam) và Rotokakahi (Hồ xanh Lục). Sông Tarawera chạy theo hướng đông bắc băng qua sườn phía bắc của ngọn núi từ Hồ Tarawera.

## Vụ phun trào khoảng năm 1315
Núi Tarawera phun trào vào khoảng năm 1315. Tro được phun ra từ sự kiện này có thể đã ảnh hưởng đến nhiệt độ trên toàn cầu và làm nghiêm trọng hơn nạn đói lớn 1315-17 ở châu Âu.

## Vụ phun trào năm 1886

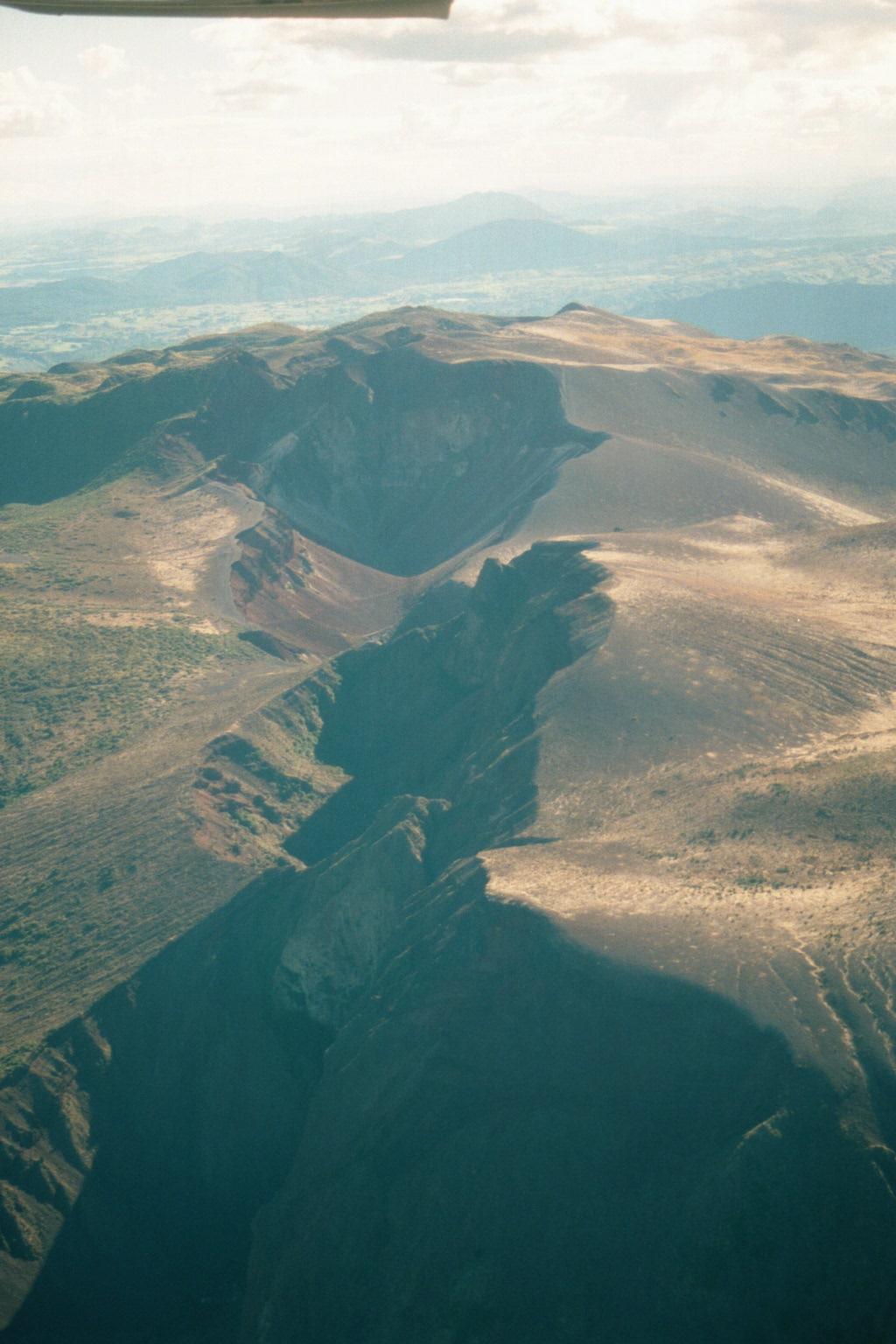
Miệng núi lửa

Ngay sau nửa đêm vào sáng ngày 10 tháng 6 năm 1886, một loạt hơn 30 trận động đất ngày càng mạnh đã được cảm nhận ở khu vực Rotorua và một màn hình sét bất thường được quan sát từ hướng Tarawera. Vào khoảng 2:00 sáng một trận động đất lớn hơn đã được cảm nhận và theo sau là tiếng nổ. Đến 2 giờ 30 phút, ba đỉnh núi của Tarawera đã phun trào, làm nổ tung ba cột khói và tro bụi cao hàng ngàn mét trên bầu trời. Vào khoảng 3h30, giai đoạn lớn nhất của vụ phun trào bắt đầu; Các lỗ thông hơi tại Rotomahana đã tạo ra pyroclastic đã phá hủy một số ngôi làng trong bán kính 6 km và Ruộng bậc thang màu hồng và trắng dường như bị xóa sạch.
Vụ phun trào đã được nghe thấy rõ ở tận Blenheim và ảnh hưởng của tro bụi trong không khí được quan sát ở phía nam xa xôi như cách xa thành phố Christchurch, hơn 800 km. Ở Auckland âm thanh của vụ phun trào và bầu trời nhấp nháy được một số người nghĩ là một cuộc tấn công của tàu chiến Nga.

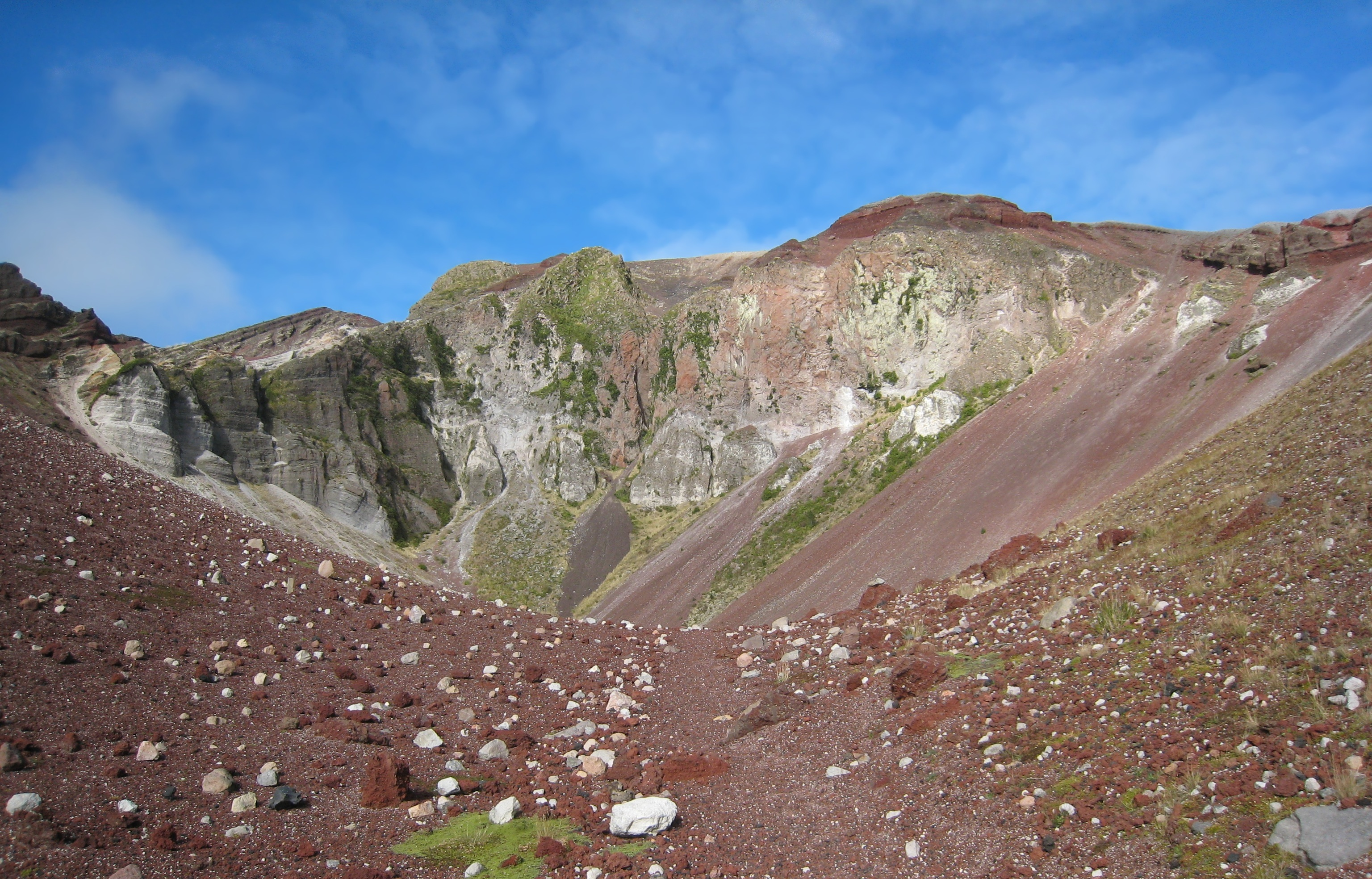
Vết vỡ scoria vách đá bao quanh rạn nứt đỉnh

Mặc dù số người chết đương thời chính thức là 153, nhưng nghiên cứu đầy đủ của nhà vật lý Ron Keam chỉ xác định 108 người thiệt mạng do vụ phun trào. Phần lớn sự khác biệt là do tên sai chính tả và các bản sao khác. Cho phép một số nạn nhân giấu tên và chưa được biết đến, ông ước tính rằng số người chết thực sự là nhiều nhất là 120. Một số người cho rằng nhiều người đã chết.
Vụ phun trào cũng chôn vùi nhiều ngôi làng Māori, bao gồm Te Wairoa, hiện đã trở thành một điểm thu hút khách du lịch (ngôi làng bị chôn vùi của Te Wairoa, và nổi tiếng thế giới Ruộng bậc thang màu hồng và trắng đã bị mất. Một phần nhỏ của Ruộng bậc thang hồng đã được tái phát hiện dưới hồ Rotomahana 125 năm sau đó. Vào năm 2017, bằng cách sử dụng một cuộc khảo sát bị mất năm 1859 về hồ và ruộng bậc thang cũ, cuối cùng các nhà nghiên cứu đã tham khảo địa lý của hồ Rotomahana cũ và các vị trí sân thượng màu hồng và trắng ban đầu. Khoảng 2 km khối tephra đã bị phun trào, nhiều hơn Núi St. Helens phu trào năm 1980. Nhiều hồ nước xung quanh ngọn núi có hình dạng và khu vực bị thay đổi đáng kể, đặc biệt là sự mở rộng cuối cùng của Rotomahana, miệng núi lửa lớn nhất liên quan đến vụ phun trào, khi nó lại đầy nước. Rạn nứt được tạo ra trong vụ phun trào kéo dài 17 km xuyên qua núi, Hồ Rotomahana và qua Thung lũng Rift núi lửa Waimangu. Một số người sống sót tại địa phương tại Te Wairoa đã trú ẩn trong một nhà họp Maori, một wharenui, tên là Hinemihi, sau đó được đưa đến Anh và được dựng lên trong khuôn viên của Công viên Clandon, vị trí của Bá tước thứ 4 Onslow, người từng là tổng đốc của New Zealand vào thời điểm đó.